# 黄甘塔帕薇
英·甘塔帕薇（1960年7月16日—），另译黄甘塔帕薇，柬埔寨医生，华裔政治家，自2004年起担任柬埔寨妇女事务部部长。